# Jan Tomasz Józefowicz
Jan Tomasz Józefowicz (ur. 1662 we Lwowie, zm. 9 kwietnia 1728 tamże) – polski historyk, duchowny katolicki, kanonik i kustosz kapituły lwowskiej.
Pochodził z rodziny ormiańskiej był synem Stanisława lwowskiego kupca. Studiował na Akademii Krakowskiej uzyskując tytuł doktora filozofii. Na polecenie arcybiskupa lwowskiego Konstantego Józefa Zielińskiego zajmował się dziejami Lwowa. W 1693 kapituła obrała go swoim kanonikiem. Następnie został prałatem, cenzorem ksiąg w diecezji i sekretarzem królewskim.

## Wybrane publikacje
- Lwów utrapiony in anno 1704 albo Dyjaryjusz wziętego Lwowa przez króla szwedzkiego Karola XII die 6 mensis Septembris anno 1704, oprac. Piotr Borek, Kraków: "Collegium Columbinum" 2003.